# Шишин, Андрей Геннадьевич
Андрей Геннадьевич Шишин (род. 22 июня 1983 года, Орск) — российский тренер-преподаватель по плаванию. Мастер спорта России по плаванию. Заслуженный тренер России (2017). В 2021 году его воспитанник Евгений Рылов завоевал для сборной России первое с 1996 года олимпийское золото в мужском плавании. Кавалер ордена Дружбы (2022).

## Биография
Андрей Геннадьевич Шишин родился 22 июня 1983 года в городе Орск Оренбургской области. Окончил среднюю школу №18 г. Новотроицка, Оренбургский государственный педагогический университет. Отец — тренер по плаванию Геннадий Викторович Шишин.
С 2004 по 2006 год Андрей Геннадьевич работал в бассейне «Волна» города Новотроицк.
С 2006 по 2022 год — старший тренер-преподаватель в МАУ ДО «Дельфин» (г. Видное).
С 2010 года — тренер в Центре спортивной подготовки по олимпийским видам спорта Московской области. С 2013 года — тренер сборной России по плаванию.
В 2017 году Шишину присвоено почётное звание «Заслуженный тренер России».
В 2024 году назначен старшим тренером сборной России по плаванию.
В 2025 г. рекомендован Федерацией водных видов спорта России на должность главного тренера сборной России по плаванию. На чемпионат мира по водным видам спорта 2025 в Сингапуре Андрей Шишин прибыл уже в качестве главного тренера сборной России по плаванию.

## Лучшие ученики
Евгений Рылов - двукратный олимпийский чемпион (первый российский спортсмен, выигравший олимпийское золото в плавании в бассейне в XXI веке), серебряный призёр Олимпийских игр 2020 года, бронзовый призёр Олимпийских игр 2016 года, двукратный чемпион мира, трёхкратный чемпион мира на короткой воде, четырёхкратный чемпион Европы, трёхкратный чемпион юношеских Олимпийских игр. Заслуженный мастер спорта России.
Иван Гирев -  серебряный призер Олимпийских игр 2020 года, серебряный призёр чемпионатов мира на длинной (2019) и короткой (2018) воде в эстафете 4×200 м кролем, неоднократный чемпион Европы. Заслуженный мастер спорта России.
Алексей Брянский - четырёхкратный чемпион мира 2016 года на короткой воде, участник Олимпийских игр 2016 года на дистанции 50 метров вольным стилем, двукратный чемпион первых Европейских игр в Баку, многократный призёр чемпионатов России, бронзовый призер Всемирной летней универсиады 2017, бронзовый призер первенства мира по плаванию, Заслуженный мастер спорта России..

## Награды и звания
- Премия Всероссийской федерации плавания в категории «Тренер года» (2014, 2015, 2016)[16][17].
- Победитель районного конкурса «Педагог года Ленинского муниципального района».
- Дипломант I степени регионального этапа VIII Всероссийского конкурса педагогов дополнительного образования «Сердце отдаю детям».
- Награжден знаком губернатора Московской области «Благодарю».
- Почётное звание «Заслуженный тренер России» (2017)[18].
- Нагрудный знак «За заслуги перед Московской областью» III степени. (2021)[19].
- Орден Дружбы за успешную подготовку спортсменов на Олимпийских играх (2022)[2].

## Общественная деятельность
С сентября 2017 по январь 2020 г. Андрей Геннадьевич Шишин занимал пост депутата Совета депутатов городского поселения Видное (округ № 10), выдвинут партией «Единая Россия».
С сентября 2024 года является депутатом Ленинского городского округа Московской области.
В рамках депутатской деятельности занимается вопросами спорта, молодежной политикой, развитием спортивной инфраструктуры. Развивает плавание для людей старшего поколения в проекте «Активное долголетие», а также работает над программой реабилитации для участников СВО.

## Цитата
...главная наша забота – и личных тренеров, и тренеров сборной — помочь ребятам полностью раскрыться, реализовать все свои способности и возможности, и тогда даже олимпийское золото не станет для них пределом мечтаний.
.